# Dynodorcus curvidens
Dynodorcus curvidens es una especie de coleóptero de la familia Lucanidae.

## Distribución geográfica
Habita en Asia.